# Distance (BLue-Bの曲)
『Distance』（ディスタンス）は、BLue-Bの5枚目のシングル。

## 解説
- 2000年8月2日にSo-ffio Recordsよりリリースされた。
- BLue-Bのラストシングル。

## 収録曲
1. Distance
  - 作詞：TATSUYA 作曲：BLue-B 編曲：BLue-B,KEN
2. say love me
  - 作詞：TATSUYA 作曲：BLue-B 編曲：BLue-B,KEN
3. 果てしなき迷路
  - 作詞：TATSUYA 作曲：BLue-B 編曲：Blue-B,KEN

| スタブアイコン | サブスタブ | この項目は、まだ閲覧者の調べものの参照としては役立たない、シングルに関連した書きかけの項目です。この項目を加筆・訂正などしてくださる協力者を求めています（P:音楽/PJ:楽曲）。 |